# Maria Dalle Donne
Maria Dalle Donne (12 de julio de 1778 - 9 de junio de 1842) fue médica italiana y directora en la Universidad de Bolonia. Fue la primera doctora en medicina, y la segunda mujer en convertirse en miembro de la Ordine dei Benedettini Accademici Pensionati.

## Biografía
Dalle Donne nació en una familia campesina en Roncastaldo, una aldea fuera de Bolonia. Sus talentos fueron reconocidos temprano y ella fue alentada a estudiar medicina en la universidad de Bolonia. En 1799, presentó su disertación y tomó el examen, y se convirtió en la primera doctora en medicina. Pasó el examen con los máximos honores (maxima cum laude).
En 1800, Dalle Donne publicó tres artículos científicos. El primer trabajo, sobre anatomía y fisiología, fue una revisión y comentario sobre el trabajo realizado anteriormente sobre la reproducción femenina y la fertilidad, las malformaciones fetales y la circulación sanguínea en el útero. El segundo artículo sugiere por primera vez que las enfermedades de la fertilidad femenina se clasifiquen sobre la base de los síntomas. El tercer trabajo se centró en la partería y el cuidado de los recién nacidos.
En 1829, Dalle Donne se convirtió en la segunda mujer, después de Laura Bassi, en ser admitida en la prestigiosa Ordine dei Benedettini Accademici Pensionati, en la que le dieron el título de "Académico". En 1832, Dalle Donne se convirtió en directora del Departamento de obstetricia de la Universidad de Bolonia.